# Filstroff
Filstroff (fràncic lorenès Félschtroff) és un municipi francès situat al departament del Mosel·la i a la regió del Gran Est. L'any 2007 tenia 855 habitants.

## Demografia

### Població
El 2007 la població de fet de Filstroff era de 855 persones. Hi havia 330 famílies, de les quals 60 eren unipersonals (24 homes vivint sols i 36 dones vivint soles), 119 parelles sense fills, 131 parelles amb fills i 20 famílies monoparentals amb fills.
La població ha evolucionat segons el següent gràfic:
Habitants censats

### Habitatges
El 2007 hi havia 402 habitatges, 335 eren l'habitatge principal de la família, 50 eren segones residències i 17 estaven desocupats. 378 eren cases i 24 eren apartaments. Dels 335 habitatges principals, 285 estaven ocupats pels seus propietaris, 39 estaven llogats i ocupats pels llogaters i 11 estaven cedits a títol gratuït; 5 tenien dues cambres, 32 en tenien tres, 78 en tenien quatre i 220 en tenien cinc o més. 305 habitatges disposaven pel capbaix d'una plaça de pàrquing. A 114 habitatges hi havia un automòbil i a 191 n'hi havia dos o més.

### Piràmide de població
La piràmide de població per edats i sexe el 2009 era:
| Homes | Edats   | Dones |
| ----- | ------- | ----- |
| 0     | 95 o +  | 0     |
| 0     | 90 a 94 | 0     |
| 0     | 85 a 89 | 8     |
| 0     | 80 a 84 | 4     |
| 8     | 75 a 79 | 16    |
| 8     | 70 a 74 | 20    |
| 24    | 65 a 69 | 20    |
| 16    | 60 a 64 | 8     |
| 36    | 55 a 59 | 24    |
| 48    | 50 a 54 | 28    |
| 36    | 45 a 49 | 36    |
| 24    | 40 a 44 | 28    |
| 48    | 35 a 39 | 40    |
| 20    | 30 a 34 | 28    |
| 36    | 25 a 29 | 16    |
| 16    | 20 a 24 | 16    |
| 24    | 15 a 19 | 32    |
| 28    | 10 a 14 | 20    |
| 28    | 5 a 9   | 32    |
| 32    | 0 a 4   | 20    |

## Economia
El 2007 la població en edat de treballar era de 576 persones, 378 eren actives i 198 eren inactives. De les 378 persones actives 354 estaven ocupades (209 homes i 145 dones) i 25 estaven aturades (14 homes i 11 dones). De les 198 persones inactives 73 estaven jubilades, 41 estaven estudiant i 84 estaven classificades com a «altres inactius».

### Ingressos
El 2009 a Filstroff hi havia 333 unitats fiscals que integraven 864,5 persones, la mediana anual d'ingressos fiscals per persona era de 18.312 €.

### Activitats econòmiques
Dels 14 establiments que hi havia el 2007, 2 eren d'empreses de fabricació d'altres productes industrials, 2 d'empreses de construcció, 3 d'empreses de comerç i reparació d'automòbils, 1 d'una empresa de transport, 1 d'una empresa d'hostatgeria i restauració, 1 d'una empresa d'informació i comunicació, 2 d'empreses de serveis i 2 d'entitats de l'administració pública.
Dels 4 establiments de servei als particulars que hi havia el 2009, 2 eren tallers de reparació d'automòbils i de material agrícola, 1 guixaire pintor i 1 fusteria.
L'any 2000 a Filstroff hi havia 25 explotacions agrícoles que ocupaven un total de 836 hectàrees.

## Equipaments sanitaris i escolars
El 2009 hi havia 1 escola maternal i 1 escola elemental.

## Poblacions més properes
El següent diagrama mostra les poblacions més properes.